# Pteronymia fenochioi
Pteronymia fenochioi är en fjärilsart som beskrevs av Lamas 1978. Pteronymia fenochioi ingår i släktet Pteronymia och familjen praktfjärilar. Inga underarter finns listade.